# Le Carnaval des dieux
Pour plus de détails, voir Fiche technique et Distribution.
Le Carnaval des dieux (titre original : Something of Value) est un film américain réalisé par Richard Brooks, sorti en 1957, pour la Metro-Goldwyn-Mayer.
Le scénario s'inspire du roman de Robert Ruark (en), "Something of value".

## Synopsis
En 1945, au Kenya, le jeune Kimani, un Noir, se rend compte que son ami d'enfance Peter, un Blanc, fait partie d'un « autre monde ». Il participe à un vol d'armes avec des amis puis, devenus hors-la-loi, ceux-ci s'enfuient dans la brousse. Sept ans après, ils sont désormais organisés au sein d'un groupe rebelle nommé "Mau Mau". Les chemins de Kimani et Peter vont à nouveau se croiser.

## Fiche technique
- Titre : Le Carnaval des dieux
- Titre original : Something of Value
- Scénario : Richard Brooks, d'après le roman éponyme de Robert C. Ruark
- Photographie : Russell Harlan
- Montage : Ferris Webster
- Musique : Miklós Rózsa
- Direction artistique : William A. Horning et Edward Carfagno
- Décors : Edwin B. Willis, Henry Grace et Robert Benton
- Costumes : Helen Rose
- Producteur : Pandro S. Berman
- Société de production : Metro-Goldwyn-Mayer
- Société de distribution : Metro-Goldwyn-Mayer
- Pays de production :  États-Unis
- Langue : anglais
- Format : Noir et blanc — 35 mm — 1,85:1 — Son : Mono (Perspecta Sound) (Westrex Recording System)
- Genre : Film dramatique, Film de guerre
- Durée : 113 minutes
- Dates de sortie : 
  - Japon : 8 mai 1957
  - États-Unis : 10 mai 1957 (première à New York) / juin 1957 (sortie nationale)
  - Allemagne de l'Ouest : 1er novembre 1957
  - France : 14 mars 1958

## Distribution
- Rock Hudson (VF : Roland Ménard) : Peter McKenzie
- Dana Wynter (VF : Joëlle Janin) : Holly Keith
- Sidney Poitier (VF : Bachir Touré) : Kimani Wa Karanja
- Wendy Hiller (VF : Ginette Frank) : Elizabeth McKenzie-Newton
- Juano Hernández (VF : Georges Aminel) : Njogu
- William Marshall : Un leader noir
- Robert Beatty (VF : Hubert Noël) : Jeff Newton
- Walter Fitzgerald (VF : Yves Brainville) : Henry McKenzie
- Michael Pate (VF : Roger Rudel) : Joe Matson
- Ivan Dixon : Lathela
- Wilton Graff (VF : William Sabatier) : Le capitaine Hillary
- Ken Renard : Karanja, le père de Kimani
- Samadu Jackson : Le sorcier
- Frederick O'Neal : Adam Marenga, leader Mau Mau

Acteurs non crédités
- John Alderson : Un policier
- Myrtle Anderson : l'épouse de Mwange
- Barry Bernard : le superintendant
- Kim Hamilton : L'épouse de Kipi
- Angela Cartwright : Caroline
- Paulene Myers : une Kikuyu

## À noter
- Richard Brooks a eu le mérite de tourner ce film en 1957, à un moment où le double problème de la décolonisation en Afrique et de la ségrégation raciale aux États-Unis se posait de manière cruciale.